# Mossaträsksjön
Mossaträsksjön är en sjö i Örnsköldsviks kommun i Ångermanland och ingår i Ångermanälvens huvudavrinningsområde. Sjön är 10,5 meter djup, har en yta på 0,854 kvadratkilometer och befinner sig 424,9 meter över havet. Sjön avvattnas av vattendraget Risån. Vid provfiske har abborre, gädda och mört fångats i sjön.
Större delen av sjön ligger i Mossaträsk-Stormyrans naturreservat.

## Delavrinningsområde
Mossaträsksjön ingår i det delavrinningsområde (708091-157449) som SMHI kallar för Utloppet av Mossaträsksjön. Medelhöjden är 435 meter över havet och ytan är 10,63 kvadratkilometer. Det finns inga avrinningsområden uppströms utan avrinningsområdet är högsta punkten. Kvarnbäcken som avvattnar avrinningsområdet har biflödesordning 2, vilket innebär att vattnet flödar genom totalt 2 vattendrag (Risån, Ångermanälven) innan det når havet efter 169 kilometer. Avrinningsområdet består mestadels av skog (34 procent) och sankmarker (57 procent). Avrinningsområdet har 0,91 kvadratkilometer vattenytor vilket ger det en sjöprocent på 8,6 procent.